# Cookie salad

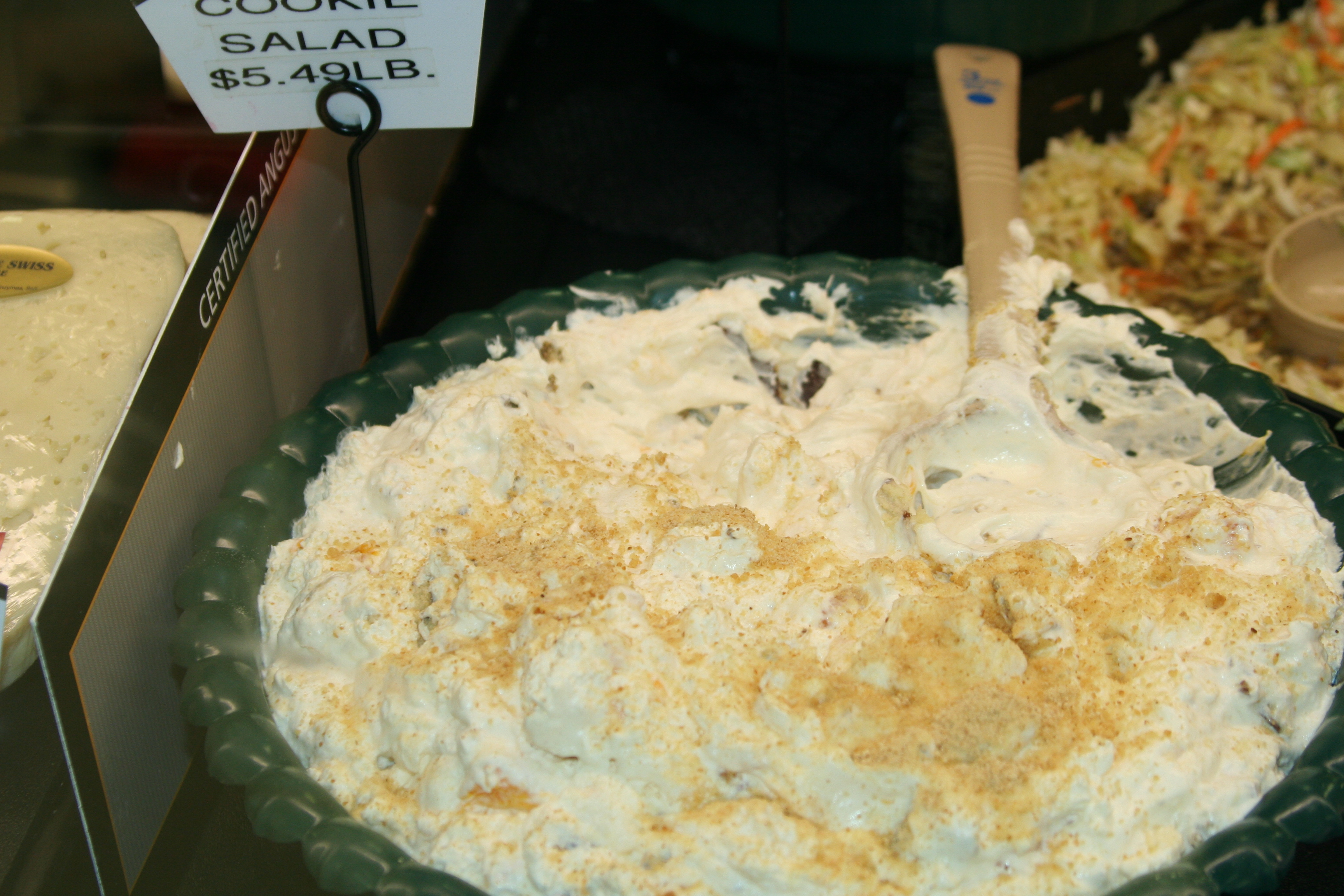
Una Cookie salad lista para ser servida

La Cookie salad (en castellano ensalada de galletas) es una ensalada típica de la cocina estadounidense, en concreto del estado de Minnesota. Se trata de una ensalada mezcla de suero de mantequilla, pudding de vanilla, nata montada, mandarinas, algunos pedazos de fudge y algunas galletas shortbread (cookies).